# Polycarpa distomaphila
Polycarpa distomaphila is een zakpijpensoort uit de familie van de Styelidae. De wetenschappelijke naam van de soort is voor het eerst geldig gepubliceerd in 1953 door Millar.